# テレビ東京コミュニケーションズ
株式会社テレビ東京コミュニケーションズ（テレビとうきょうコミュニケーションズ、英: TV TOKYO Communications Corporation）は、テレビ東京ホールディングスの子会社で、略称はTXCOM。
主にテレビ東京グループのデジタル戦略を担っており、WEBコンテンツの制作や動画配信事業、データ放送関連業務等を行う企業。また、放送関連だけではなく、独自のキャラクターIPビジネスや地域創生事業など、TXCOM独自のデジタル事業を展開している。

## 沿革
- 2001年3月1日 - テレビ東京ブロードバンド株式会社（TXBB）を設立。
- 2001年4月 - 株式会社テレビ東京と包括ライセンス契約締結。
- 2005年12月12日 - 東京証券取引所マザーズに株式上場。
- 2006年2月 - エフエムインターウェーブ株式会社に資本参加。
- 2006年4月 - Web制作子会社として、株式会社TXBB Any（後のTXBBクリエイティブ株式会社）を設立。
- 2009年3月 - エフエムインターウェーブ株式会社の株式をテレビ東京に譲渡。
- 2009年3月31日 - 子会社のTXBBクリエイティブ株式会社を吸収合併。
- 2010年10月1日 - 株式会社テレビ東京、株式会社BSジャパンとの3社で共同株式移転を行い、認定放送持株会社 株式会社テレビ東京ホールディングスを設立して、同社の完全子会社となる[1]。
- 2013年6月20日 - 株式会社テレビ東京コミュニケーションズ（TXCOM）に商号変更。
- 2023年11月13日 - コーポレートロゴを改定。日本語でのロゴ表記が「テレ東コミュニケーションズ」となる[2]。
- 2024年6月26日 - 女性活躍推進企業として「えるぼし認定（3段階目）」を取得。（pdf）

## 事業内容
（2024年9月企業公式サイト閲覧現在）

### メディア事業

#### 【動画/音声配信事業】
- ネットもテレ東：テレビ東京の人気ドラマ、バラエティ、経済・ドキュメンタリーなどの番組の、広告付き無料配信サービス。サービスの開発、運営、集客、広告セールスまでを担当し、利用者数の拡大を目指す。自社メディアやアプリに加え、TVerや他社のプラットフォームとも連携し、利便性の向上やPRに注力。
- テレ東BIZ：テレビ東京で放送された経済ニュースや経済番組を、スマートフォンやパソコンなどのデバイスで視聴できる月額有料サービスと無料コンテンツを提供。アプリ開発やサービス運用、集客に携わり、ユーザー数の拡大に注力する一方で、サブスクリプションモデルの会員組織の管理も行う。
- Podcast番組　松岡茉優&伊藤沙莉「お互いさまっす」 ：2023年10月に配信開始した、テレビ東京コミュニケーションズが制作するPodcast番組。 隔週水曜日の夕方4時に配信。Apple Podcast,  Spotify,  Amazon Music,  YouTubeで配信中。

#### 【クロスメディア事業】
テレビとデジタルを組み合わせた新しいクロスメディア企画を実施。具体的には、WEBと連動した地上波番組のプロデュースや制作、生配信番組の取り組みなど、放送と配信を融合させた新たな企画を展開。
また、テレビ東京グループのリソースを活用し、クライアントのニーズに応じたクロスメディア広告を提供。これには、放送との連携・リッチメディア・デジタルアプリの活用など、多様で柔軟な対応が含まれる。

#### 【WEB/オウンドメディア事業】
- 番組関連WEBサイト制作：テレビ東京およびBSテレ東の報道、ドラマ、バラエティ、アニメ、スポーツなど、すべての番組公式WEBサイトの企画、制作、運営を行う。
- WEBメディア編集・運営：独自の視点で番組取材や出演者インタビューを行い、動画や記事などのオリジナルコンテンツを更新しているオウンドメディア「テレ東プラス」や、世界卓球や年間を通じて行われる卓球ツアー大会、選手情報、コラムなど「卓球」に関する最新ニュースを日々更新する「テレビ東京卓球NEWS」など、WEBメディアの編集・運営を行う。

#### 【マーケティング/PR事業】
- データマーケティング：テレビ視聴や配信、WEBサイトなどのデータを取得・保有し、各データを組み合わせてサービス成長のための分析とレポーティングを行う。外部パートナーと連携し、先端マーケティング技術の採用やトライアルを積極的に行い、セールス・コンテンツ制作・編成などに活用できる提案を行う。
- デジタルプロモーション：X（旧Twitter）やFacebookなどのソーシャルメディアを活用し、デバイスに最適化した動画制作や、各種プラットフォームに対応したライブ配信など、ターゲットや利用シーンに合わせた多様なデジタルプロモーション施策を企画、立案、実施。

#### 【データ放送関連事業】
- データ放送/ハイブリッドキャスト：番組のリアルタイム視聴を促進するためのデータ放送やハイブリッドキャストコンテンツの企画、制作、運用を行う。番組制作サイドと協力し、オリジナルコンテンツの企画や新しい提案を実現し、番組視聴分析や配信サービスへの誘導など、新たな用途開発も推進。

#### 【システムソリューション事業】
- システム開発：テレビ東京グループが提供するWEBサービスのシステム開発・運用を行い、新規技術を活用したシステムの企画・開発も担当。また、社内系システムの開発・運用や技術サポート、コンサルティングも行う。

### IP事業

#### 【スヌーピー事業】
SNSやオウンドメディアを通じて、IPを活用したデジタルコンテンツの提供や公式ECサイトの企画運営、ファン向けの情報発信を行い、デジタル領域を中心にスヌーピー事業を展開。
- スヌーピーパーク：スヌーピーをテーマにした公式ウェブサイト。キャラクター情報・ニュースやイベント・商品情報・公式オンラインショップ・ファン向けコンテンツなど、スヌーピーのファンにとって非常に有益な情報源であり、スヌーピーの世界を楽しむための多くのリソースを提供。
- おかいものスヌーピー：スヌーピー関連の商品を取り扱う公式ECサイト。スヌーピーのグッズや限定アイテムを購入することができる。

#### 【キャラクターライセンス事業】
IPライセンスの管理、営業、マーケティング活動を行い、商品、PR、イベントなど各分野でパートナーシップを組む。IPのブランディングやファンの創出を、日本国内および世界に向けて実施。
- カナヘイの小動物：カナヘイの小動物シリーズ（ピスケ＆うさぎ、ねーねーねこ、ゆるっと敬語、小動物と女の子）の商品化・広告・映像化などのライセンシングを実施。

- コミミズク：イラストレーター・漫画家の「カナヘイ」が新たに描きおろしたキャラクター「コミミズク（Komimizuk）」の商品化、テレビ番組コンテンツやデジタル媒体の開発・運営、クロスメディア広告事業を展開。国内外で映像、出版、モバイル・インターネットなどのメディアを効果的に展開し、「コミミズク（Komimizuk）」の世界を広げている。
- ミッフィー：LINEスタンプ、LINEきせかえ、壁紙やアプリなどのデジタルコンテンツを展開。ソーシャルゲームとのコラボも実施。
- ちみも：ケーションズは製作委員会に参加し、デジタルコンテンツの配信や、ゲームコラボ、タイアップなどを展開。
- 手塚治虫キャラクター：手塚治虫によるキャラクターたちのデジタルコンテンツ展開を実施。

### 新規事業
テレビ東京グループのリソースやネットワークを活用し、地上波やBS波の放送以外の領域で収益を上げることを目指している。経済・ビジネス領域を活用したデジタルやオンライン事業に加え、地方創生や官公庁、地方自治体との案件にも取り組んでいる。
- カナコレ：「カナコレ」は、神奈川県の優れた商品を全国に届けることを目的としたECおよびイベント事業。このプロジェクトは、神奈川県に対する愛着と地域の魅力を広めるために立ち上げられた。 神奈川県は、TXCOMの社員やスタッフが在住しており、旅やグルメの番組でも頻繁に取材を行っている。「カナコレ」は、神奈川県の「良質なモノ」を全国に紹介するために、歴史や伝統、品質へのこだわり、そして作り手の真摯な姿勢を伝えることを目指している。サービス名は「神奈川県」と「コレクション（収集）」を組み合わせたもの。  このプロジェクトの特徴の一つは、キャラクターや番組などの知的財産（IP）とのコラボレーションである。現代において、単に「品質が良い」と伝えるだけでは消費者に届きにくいことから、IPとのコラボレーションを通じて新たな顧客層にアプローチしている。これにより、テレビ東京コミュニケーションズが本事業を手掛ける意義と強みが発揮されている。  さらに、他の地域とのコラボレーション企画も積極的に展開している。「四国×神奈川コラボフェア」を成功させ、多くの地域で好評を得た。今後も新たな地域との企画を検討しており、さらなる展開が期待される。
- ジビエト：「ジビエト」は、ジビエ（野生鳥獣の肉）に関する情報を提供するポータルサイト。ジビエ料理の魅力や農村の問題解決手段としてのジビエ、地域資源としてのジビエなど、多角的な視点から情報を発信している。飲食店やイベント情報、ジビエに関する記事や動画、鳥獣被害対策など、幅広いコンテンツを提供し、ジビエの魅力を広めている。このサイトは農林水産省の支援を受けている。

## 部署
- クロスメディアセールス部
- ビデオアドセールス部
- ビジネスデザイン部
- IPビジネス部
- デジタルマーケティング部
- テックイノベーション部
- メディアグロース部
- 放送ソリューション部
- 情報システム部
- 人事総務部
- 経営管理部

## 所在地
1. 神谷町オフィス：〒105-0001 東京都港区虎ノ門4-3-9 住友新虎ノ門ビル内
2. 六本木オフィス：〒106-8007 東京都港区六本木3-2-1 六本木グランドタワー内

## 歴代社長
|                                                 | 年月   | 代表取締役社長 |
| テレビ東京ブロードバンド株式会社（TXBB）        |        |                |
| 1                                               | 2001.3 | 髪林 孝司      |
| 2                                               | 2008.6 | 加藤 雅夫      |
| 3                                               | 2011.6 | 横銭 秀一      |
| 株式会社テレビ東京コミュニケーションズ（TXCOM） |        |                |
| 4                                               | 2013.6 | 齊藤 靖史      |
| 5                                               | 2017.6 | 押田 裕一      |
| 6                                               | 2018.6 | 大島 信彦      |
| 7                                               | 2021.6 | 佐々木 宣幸    |
| 8                                               | 2023.6 | 福田 一平      |